# Nostromo

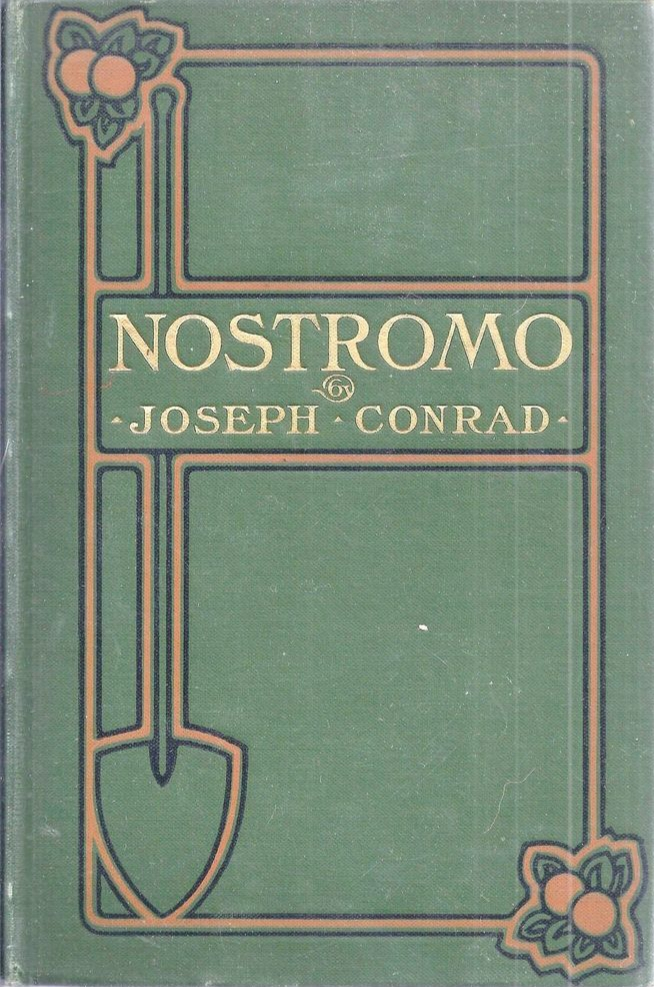
Nostromo, Erstausgabe

Nostromo ist  ein im Jahre 1904 erschienener komplexer politischer Roman des englischsprachigen Schriftstellers Joseph Conrad.

## Handlung
Schauplatz des Romans ist die fiktive Republik Costaguana. Sie steht für ein Klischee Südamerikas, in dessen Geschichte Bürgerkriege und Diktaturen ständig wechseln. Die Romanfigur Decoud sagt über diese Republik „mit einem Simón Bolívar zugeschriebenen Zitat“ (Wolter), sie sei „nicht zu regieren. Wer für ihre Befreiung tätig war, hat das Meer gepflügt“.
Als Vorbild für die Stadt Sulaco, die als Hafenstadt eine besondere Rolle in dem Roman spielt, diente Conrad die Hafenstadt Cartagena in Kolumbien, die er auf seinen ersten Fahrten als Schiffsmaat auf französischen Schiffen in die Karibik und nach Südamerika flüchtig kennenlernte.
Das Material für die Gestaltung der Schauplätze des Romans erhielt Conrad vor allem durch die persönliche Beratung und die Bücher seines Freundes Cunninghame Graham, der in Südamerika an verschiedenen Revolutionen teilgenommen hatte.
In diesem politisch angelegten Roman entwirft Conrad einen sehr komplexen Ausblick auf die Historie dieser fiktiven Republik.
Die Westprovinz Sulaco besitzt am Golfo Placido eine sehr profitable Silbermine. Diese wird zum Gegenstand  materieller Interessen im In- und Ausland. Durch eine separatistische Revolution wird Sulaco von den anderen Landesteilen Costaguanas getrennt. Ziel der Revolution war es gleichfalls, einem Putsch durch eine von Populisten geführte Aufstandsbewegung zu  entgehen.
Die Bevölkerung der Republik ist in Schichten getrennt. Die Unterklasse wird von bäuerlichen Mestizen und Indios gebildet. Aus dieser Klasse werden sowohl die Minenarbeiter als auch die Soldaten für die jeweiligen Armeen durch Zwang rekrutiert. Zur  Oberschicht gehören die aus Spanien kommenden, landaristokratischen „Blancos“. Sie sehen sich als die „Alteingesessenen“ des  Landes. Eine dritte Schicht bilden die Zuwanderer, die als Ausländer angesehen werden. Dazu zählen vor allem Briten und Italiener. Von ihnen ist der Ausbau des Hafens, der Eisenbahn und nicht zuletzt der Silbermine abhängig. Besonders für die Italiener wird Costaguana nach dem Scheitern der europäischen Revolutionen von 1848 rasch zunehmend zum wichtigen Exilland und Ort einer Diaspora. Die Gruppe der Exil-Italiener wird in dem Roman durch die Familie des alten Giorgio Viola, eines Anhängers Garibaldis, symbolisiert.
Die Titelfigur, der Seemann Nostromo, ist ein in Sulaco gestrandeter Italiener. Die Violas nehmen Nostromo wie  einen Adoptivsohn auf. Er ist der Vorarbeiter der Schauerleute am Hafen und wird "Capataz de Cargadores" genannt. Dargestellt wird er als „ein stolzer Prachtkerl und Gewaltmensch; ein Mann des Volkes, der im Dienst seiner Herren, der adligen Blancos und reichen Europäer in Sulaco, über seine Cargadores herrscht“ (Wolter). Nostromo arbeitet für „seinen Boss“ Kapitän Mitchell. Mitchell leitet die örtliche Niederlassung einer englischen Schiffsgesellschaft, der O.S.N. Company. O.S.N. ist die Betreiberin des Hafens von Sulaco. Für Mitchell ist Nostromo „einer jener unbezahlbaren Untergebenen, die zu besitzen ein begründeter Anlass zur Prahlerei ist“. Mitchell bezeichnet Nostromo als „eine Art Universalfaktotum“, das er bereitwillig an Verbündete „ausleiht“. Wolter: „Die Herr-Knecht-Dialektik dieser Figur wird noch unterstrichen durch Conrads ironisches Wortspiel mit ihrem Namen: Nostromo verweist in der Bedeutung Schiffsmaat auf seinen früheren Beruf und ist zugleich eine auf seinen Chef Mitchell zurückzuführende Verballhornung des italienischen "Nostro Uomo" („Unser Mann“), eine Anspielung auf seine Nützlichkeit für die Mächtigen.“

## Vierteilige TV-Serie
Der Roman wurde 1996 verfilmt unter dem Titel "Nostromo – Der Schatz in den Bergen", u. a. mit Brian Dennehy, Albert Finney und Colin Firth; Regie: Alastair Reid. Die TV-Serie wurde kurz nach dem Tod des Regisseurs David Lean umgesetzt, dessen Vorbereitungen für eine Kinoverfilmung des Romans bereits weit fortgeschritten waren.

## Literarische Wirkung
Die Namen Nostromo und Sulaco wurden in den Filmen Alien und Aliens – Die Rückkehr für zwei Raumschiffe verwendet.
Der kolumbianische Autor Juan Gabriel Vásquez schrieb 2007 einen Roman mit dem Titel Die geheime Geschichte Costaguanas, der sich direkt auf Conrads Nostromo bezieht.
In Folge 38 des Hörspiels Der letzte Detektiv ist der Protagonist Jonas im Staat Costaguana gestrandet.
In der Netflix-Serie Colony verwenden die Mitglieder einer Widerstandsgruppe dieses Buch zur Codierung ihrer Nachrichten.

## Bibliographische Angaben
- Nostromo, a Tale of the Seaboard, (1904)